# Edouard Claessens
Edouard ou Edward Claessens, né le 14 novembre 1885 à Hingene et mort dans cette localité le 19 janvier 1945, est un homme politique belge socialiste, membre du Parti ouvrier belge.

## Biographie
Édouard Claessens est le fils de Carolus Claessens et de Maria De Decker. En 1912, il  épouse Filomena Coeck (1885-1945).
D'un milieu populaire, Édouard Claessens commence à travailler comme monteur assez jeune dans la métallurgie. Il intègre alors un syndicat ouvrier.
Il est élu conseiller communal (1921-40) et nommé bourgmestre (1927-40) de Niel. 
Au niveau provincial, il est élu conseiller provincial (1924-29) et sénateur provincial (1932-36) de la province d'Anvers
Il est sénateur de l'arrondissement d'Anvers de 1936 à son décès en 1945.

## Distinction
- Chevalier de l'ordre de Léopold.

## Sources
- Bio sur ODIS